# Viaduto Reinaldo de Oliveira
O Viaduto Reinaldo de Oliveira, mais conhecido como viaduto metálico ou "Ponte Metálica é um viaduto localizado em Osasco.

## História
O projeto consistia em uma ponte com vão de 150 m sobre o córrego Bussocaba, cuja largura máxima não passava de cinco metros. Com 50 m de altura, 300 m de comprimento e pesando 2200 toneladas, o projeto do prefeito Francisco Rossi foi chamado de obra faraônica e inútil por políticos da oposição local. A licitação, de número 01/90, foi realizada pela prefeitura de Osasco em fevereiro de 1990 e exigiu que a empresa construtora do viaduto metálico tivesse experiência prévia na construção de viadutos com vão de 150 metros. Essa exigência eliminou a concorrência, deixando apenas a empresa Usiminas Mecânica como única concorrente. A prefeitura de Osasco assinou o contrato com a Usiminas Mecânica e a construtora Andrade Campos. Em setembro de 1991 a obra em andamento era estimada em US$ 14 milhões. A União dos Estudantes de Osasco (UEO) fez campanha para que o viaduto fosse batizado de “Capitão Carlos Lamarca”.
A construção do viaduto ocorreu ao mesmo tempo em que a cidade demitiu metade de seus médicos e outros funcionários públicos após uma greve deflagrada por melhores condições de trabalho  e enfrentava problemas de habitação (com cerca de 35 mil famílias sem casa). Mais tarde o governo do estado de São Paulo passou a financiar parte do projeto. O viaduto, cujo projeto foi feito na Áustria, foi inaugurado em 20 de dezembro de 1992 a um custo final de US$ 20 milhões. Na época, com 150 m de vão livre, era o segundo maior viaduto metálico do mundo, atrás de Barcelona. Rossi deixou o cargo em 1992 e a dívida das obras do viaduto com a Usiminas Mecânica ficou para a gestão seguinte, de Celso Giglio.
A dívida para a construção do viaduto foi quitada apenas em 2018, durante a gestão de Rogério Lins, mais de 25 anos após a sua inauguração.

## Toponímia
Reinaldo de Oliveira foi um dentista e membro do movimento de emancipação de Osasco, tendo sido presidente do Movimento Autonomista de Osasco e faleceu em 22 de setembro de 1991.